# Keyhole Markup Language
Keyhole Markup Language, ofta bara förkortat (KML) är ett märkspråk baserat på XML. Det används för att ange geografiska koordinater för användning i datorprogram som visar dessa koordinater på en karta eller jordglob. Ursprungligen utvecklades det för Google Earth men det är nu en internationell standard som lyder under Open Geospatial Consortium.

## Exempel
Här är ett exempel på hur ett KML-document kan se ut
```
<?xml version="1.0" encoding="UTF-8"?>

<kml
 
xmlns=
"http://www.opengis.net/kml/2.2"
>

<Document>

<Placemark>

  
<name>
New
 
York
 
City
</name>

  
<description>
New
 
York
 
City
</description>

  
<Point>

    
<coordinates>
-74.006393,40.714172,0
</coordinates>

  
</Point>

</Placemark>

</Document>

</kml>

```